# Piseux
Piseux é uma comuna francesa na região administrativa da Normandia, no departamento de Eure. Estende-se por uma área de 19,62 km². Em 2010 a comuna tinha 732 habitantes (densidade: 37,3 hab./km²).